# Ushan Çakır
Ushan Çakır (ur. 23 maja 1984 w Karşıyaka w Izmirze) – turecki aktor telewizyjny, teatralny i filmowy, absolwent Ü.Devlet Konservatuvarı w Stambule. Występował na scenie, m.in. w spektaklu Anna Karenina wg Lwa Tołstoja (2006).

## Wybrana filmografia
- 2005: Belalı Baldız jako Barış
- 2006: Başka Semtin Çocukları
- 2008-2009: Gece Gündüz jako Yavuz/Damat Ferit
- 2011: Tragiczna historia Celala Tan i jego rodziny jako Okan
- 2011: Dedemin İnsanları jako Büyük Ozan
- 2012: Uzun Hikaye jako Mustafa
- 2011-2012: Leyla ile Mecnun jako Arda
- 2013: 20 Dakika jako Özgür
- 2014: Imperium miłości jako Celil Kamilof
- 2015: Kara Ekmek jako Çetin
- 2016: Wspaniałe stulecie: Sułtanka Kösem jako Hezârfen Ahmed Çelebi
- 2019: Ferhat ile Şirin jako Sadik